# 広島市立上温品小学校
広島市立上温品小学校（ひろしましりつかみぬくしなしょうがっこう）は、広島県広島市東区上温品にある公立小学校。

## 概要
広島市東区の東部、温品川の西側の山裾にある。校舎からは広島市内が一望できる。
開設当初の数年間は、児童が急増していたが、1982年度より、減少が続いている。現在、児童は2023年現在、412名、クラス数は22学級である。

## 教育目標
たくましく生き生きと活動し、人間性豊かな実践力を持った子どもを育成する
1. 進んで学習する子ども……自主性・自発性・創造性
2. 明るく元気な子ども……明朗・健康・情操
3. 仲良く助け合う子ども……人間尊重・協力・信頼・責任感[3]

## 沿革
以下、特記しない場合を参考にしている。
- 1968年（昭和43年）
  - 4月1日 - 温品地区の団地の造成による急激な人口増加のため温品小学校より分離、安芸町立安芸小学校として発足。
  - 4月5日 - 開校式、第一回入学式を挙行。
  - 4月30日 - 安芸小学校PTA発足。
  - 5月29日 - 普通教室・理科室・宿直室などを備えた鉄筋3階建ての校舎が竣工する。
  - 7月1日 - 温品小学校との同居が終了し、新校舎での教育活動がスタートする。
- 1969年（昭和44年）4月4日 - 屋内体操場が竣工する。
- 1970年（昭和45年）
  - 2月14日 - 校歌発表会が開かれ、校歌が制定される。
  - 9月28日 - 鉄筋3階建ての校舎（普通教室・校長室・保健室など）が竣工する。
- 1972年（昭和47年）
  - 7月18日 - プール竣工。
  - 8月25日 - 鉄筋3階建て校舎（普通教室など）竣工。
- 1974年（昭和49年）
  - 3月23日 - 鉄筋3階建て校舎（音楽室・図工室・家庭科室）竣工。
  - 9月28日 - 水生植物園竣工。
  - 11月1日 - 安芸町が広島市と合併したことに伴い、広島市立安芸小学校に校名を変更。
- 1975年（昭和50年）4月23日 - 広島市教育委員会より健康教育推進校に委嘱される。
- 1976年（昭和51年）3月31日 - 校舎が増設される。
- 1977年（昭和52年）11月13日 - 開校10周年記念誌を発行。
- 1980年（昭和55年）
  - 4月12日 - 体育館の改修工事が完了。
  - 10月22日 - 広島県教育委員会と県保健会から学校保健優良校として表彰を受ける。
- 1981年（昭和56年）
  - 2月12日 - 広島市教育委員会と市保健会より学校保健優秀校として表彰を受ける。
  - 10月15日 - 広島県教育委員会と県保健会から学校保健優秀校として表彰を受ける。
- 1982年（昭和57年）
  - 3月30日 - 鉄筋4回建て校舎（普通教室・図書室・理科室など）を竣工。
  - 3月31日 - 給食調理場竣工。
  - 11月14日 - 創立15周年記念で「ふれあい広場」を開催。
- 1983年（昭和58年）7月15日 - 新住居表示実施により、学校所在地が広島市東区上温品3丁目4番1号になる。
- 1985年（昭和60年）
  - 2月24日 - 玄関新築工事が完了。
  - 4月1日 - 校名を広島市立上温品小学校と現名称に変更[1]。
- 1986年（昭和61年）2月18日 - 安芸小学校門標を玄関内側に設置。
- 1987年（昭和62年）7月1日 - 創立20周年記念祝賀会を開催。

## 通学地域
馬木、温品地区の福木、温品小学校学区を除く部分。（団地名は、平林団地、塔の丘団地、ひばりケ丘団地、つつじケ丘団地、鮎信団地、石原田団地）。

## 進学先中学校
- 広島市立温品中学校

## 校歌
作詞は田中浩造。作曲は増広卓三。歌詞は学校による特設ページを参照。